# Strukturelle Liquiditätsquote
Die strukturelle Liquiditätsquote (in der Schweiz Finanzierungsquote; englisch net stable funding ratio, abgekürzt NSFR) ist eine im Zuge von Basel III etablierte Kennzahl, die der Optimierung der strukturellen Liquidität von Kreditinstituten dienen soll, wobei ein Zeithorizont von einem Jahr betrachtet wird. Denn eine Strategie, bei der langfristige Ausleihungen kurzfristig refinanziert werden, setzt voraus, dass die Bank ihre auslaufenden kurzfristigen Schulden ständig umschulden kann. In der Finanzkrise ab 2007 war dies jedoch häufig nicht mehr möglich. Durch eine Mindestanforderung an die strukturelle Liquiditätsquote sollen derartige Liquiditätsrisiken vermieden werden.
Für diesen Standard hat die sogenannte „Beobachtungsphase“ im Jahr 2011 begonnen. Während dieser Phase sind gegebenenfalls Änderungen des Verfahrens möglich. Verbindlich wird die Kennzahl ab 27. Juni 2021, 2 Jahre nach Inkrafttreten der CRR II (Verordnung (EU) 2019/876 des europäischen Parlaments und des Rates vom 20. Mai 2019). Der Standard dient als Ergänzung der Liquiditätsdeckungsquote oder Liquiditätsquote (englisch liquidity coverage ratio, abgekürzt LCR), die sich auf die kurzfristige Liquidität mit Zeithorizont von 30 Tagen bezieht.

## Definition
Die strukturelle Liquiditätsquote NSFR ist definiert als das Verhältnis zwischen der auf der Passivseite der Bilanz verfügbaren stabilen Refinanzierung zu den weniger liquiden Aktiva, für die eine stabile Refinanzierung erforderlich ist:
{\displaystyle NSFR={\frac {\text{Verfügbarer Betrag stabiler Refinanzierung}}{\text{Erforderlicher Betrag stabiler Refinanzierung}}}}
Dabei soll die strukturelle Liquiditätsquote den Wert 100 % übersteigen; mit anderen Worten soll der verfügbare den erforderlichen Betrag übersteigen, der Zähler des obigen Bruchs also größer als der Nenner sein. Die verfügbare stabile Refinanzierung ist der Teil von Eigen- und Fremdmitteln, von dem zu erwarten ist, dass er über den Zeithorizont von einem Jahr unter anhaltenden Stressbedingungen eine zuverlässige Mittelquelle darstellt. Der erforderliche Betrag wird ermittelt, indem der Wert der gehaltenen Aktiva und außerbilanziellen Eventualverpflichtungen unter Gewichtung eines die Liquiditätsmerkmale widerspiegelnden Faktors aggregiert wird.
Aktivapositionen (Liquidität der Aktiva) werden also Passivpositionen (Stabilität der Passiva) gegenübergestellt.  Dies geschieht über drei verschiedene Zeitintervalle, 0M – 6 Monate, 6M – 12M und 12 > Monate. So muss zum Beispiel für Barmittel 0 % an Passive vorgehalten werden, da diese die höchste Liquidität besitzen. Kredite an Banken müssen für das 12 > Monate zu 100 % mit Passiva unterlegt sein. Besonders hervorzuheben ist die Privilegierung von Staatsanleihen, dort müssen über alle Zeitintervalle nur 5 % mit Passiva unterlegt werden. Außerdem werden Kundeneinlagen fast vollständig als stabile Refinanzierungsquelle angerechnet.

## Verfügbare stabile Refinanzierung
Die verfügbare stabile Refinanzierung (englisch available stable funding, ASF) wird ermittelt, indem der Gesamtbetrag verschiedener Kategorien liquider Mittel der Bank aggregiert wird. Dabei wird der Betrag mancher Kategorien nur anteilig angerechnet, für diese wird ein sogenannter ASF-Faktor festgelegt, der den maximal anrechenbaren Anteil definiert.
Folgende Mittel werden als stabile Refinanzierung angerechnet:
- Eigenkapital
- Vorzugsaktien mit einer Restlaufzeit von mindestens einem Jahr
- Verbindlichkeiten mit einer effektiven Restlaufzeit von mindestens einem Jahr
- Einlagen ohne Fälligkeit oder Termineinlagen mit einer Restlaufzeit von weniger als einem Jahr, von denen erwartet werden kann, dass sie über längere Zeit bei der Bank verbleiben. Für stabile Einlagen darf dabei ein ASF-Faktor von maximal 90 % angesetzt werden, für weniger stabile nur 80 %
- Von Großkunden bereitgestellte Mittel mit einer Restlaufzeit von weniger als einem Jahr, von denen erwartet werden kann, dass sie über längere Zeit bei der Bank verbleiben. Hiefür darf ein ASF-Faktor von maximal 50 % angesetzt werden

Bei dieser Ermittlung ist eine erweiterte Kreditaufnahme durch Inanspruchnahme von Kreditfazilitäten bei der Zentralbank außerhalb der üblichen Offenmarktgeschäfte nicht zu berücksichtigen, um eine Abhängigkeit von der Zentralbank als Refinanzierungsquelle zu vermeiden. Eine stabile Refinanzierung soll auch unter außergewöhnlichen Bedingungen gegeben sein, insofern fordert der Standard die Berücksichtigung eines Stressszenarios,  bei dem ein Kreditinstitut mit einem oder mehreren der folgenden Probleme konfrontiert ist, wobei dies den Kunden bekannt ist:
- erheblicher Rückgang der Rentabilität oder Solvenz
- potenzielle Herabstufung des Schuldner-, Kredit- oder Einlagenratings
- wesentliches Ereignis, das die Bonität des Kreditinstituts in Frage stellt

## Erforderliche stabile Refinanzierung
Zur Berechnung des Betrags der erforderlichen stabilen Refinanzierung (englisch required stable funding, RSF) werden alle Aktiva eines Kreditinstituts bewertet, zusätzlich auch außerbilanzielle Positionen sowie andere Geschäftsfelder. Dabei werden Kategorien gebildet und diesen sogenannte RSF-Faktoren zugeordnet, die ausdrücken, mit welchem Anteil die Beträge dieser Kategorie zu berücksichtigen sind. Die RSF-Faktoren, die den verschiedenen Kategorien der Aktiva zugeordnet werden, entsprechen dabei näherungsweise dem Anteil eines bestimmten Vermögenswerts, der nicht durch den Verkauf oder Einsatz als Sicherheit bei einer besicherten Kreditaufnahme auf erweiterter Basis innerhalb eines Jahres flüssig gemacht werden kann. Da auch außerbilanzielle Positionen in Krisenzeiten erhebliche Liquiditätsabflüsse auslösen können, werden auch für verschiedene außerbilanzielle Geschäfte RSF-Faktoren festgelegt.

## Beispiel
Betrachtet sei folgende Bankbilanz:
- Aktiva:
  - Langfristige Forderungen: 100 Mio. € (RSF = 100 %)
  - Kurzfristige Forderungen: 80 Mio. € (RSF = 50 %)
  - Barmittel: 20 Mio. € (RSF = 0 %)
- Passiva:
  - Eigenmittel: 20 Mio. € (ASF = 100 %)
  - Kurzfristige Verbindlichkeiten: 30 Mio. € (ASF = 50 %)
  - Sichteinlagen: 150 Mio. € (ASF = 90 %)

Das required stable funding beträgt also 140 Mio. € und das available stable funding 170 Mio. €. Somit ergibt sich eine strukturelle Liquiditätsquote NSFR von 121,4 %.